# Qaisracetus
Qaisracetus — вимерлий протоцетидний ранній кит, відомий з еоцену (лютет, від 48,6 до 40,4 мільйонів років тому) Белуджистану, Пакистан.

## Етимологія
Рід названий на честь племені Кайсрані-белуджі, яке допомагало Гінгерічу та його команді під час їх польових робіт. «Кайсра» також етимологічно близька до королівського титулу, який використовується в перській та багатьох індоєвропейських мовах (наприклад, кайзер, цар, цезар). Вид названий на честь Мухаммеда Аріфа, колишнього палеонтолога з Геологічної служби Пакистану, який зробив значний внесок у палеонтологію археоцетів у Пакистані.

## Опис
Qaisracetus відомий з дюжини екземплярів, усі знайдені в типовій місцевості або поблизу неї. Серед них є кілька добре збережених елементів, включаючи добре збережений череп, часткові черепи та мозкові оболонки, декілька хребців, включаючи майже повну крижову кістку, лівий безіменний, ребра та елементи часткових кінцівок.
Qaisracetus менший за Pappocetus і Babiacetus, але більший за Indocetus. Qaisracetus arifi майже такий же повний, як і Rodhocetus kasranii, найповніший зчленований скелет протоцетиди, і вони були подібними за розміром: останній мав орієнтовну масу тіла 620 кг, у порівнянні з 590 кг для першого.
Qaisracetus має генералізований протоцетидний череп із зовнішніми ноздрями, розташованими відносно спереду (вище C1), і відносно широким лобовим щитком. Рострум у Qaisracetus більш вузька, ніж у Takracetus.
Чотири крижових хребця зрощені лише частково: перші два міцно зрощені, третій фіксується на місці реброподібними відростками (плеврапофізарний синхондроз), а четвертий має каудальну (хвостоподібну) морфологію, включаючи два вентральні шевронні відростки. Злиття між S1 і S2 відрізняло Qaisracetus від інших протоцетид, таких як Protocetus, Rodhocetus, Gaviacetus, Natchitochia і Georgiacetus. Хребці Qaisracetus не є щільними і товстими, як у Eocetus. Сакральна морфологія Rodhocetus і Qaisracetus вказує, що протоцетиди представляють широкий спектр спеціалізацій.